# おはようマンガ劇場
『おはようマンガ劇場』（おはようマンガげきじょう）は、1985年4月から1987年9月までフジテレビの平日（金曜日を放送しない時期も有り）早朝に放送されたテレビアニメの再放送枠の名称である。

## 概要
- フジテレビ早朝6時枠のアニメ再放送枠は1979年から始まっていたが、1982年からは『ライオン奥様劇場』などの昼ドラの再放送に変更、アニメ再放送は稀にしか行わなくなった（1984年には『銀河パトロールPJ』も放送）。だが1984年12月からの『マグマ大使』の再放送が好評だった事から、3年振りにアニメ再放送枠に戻した。
- 放送された作品は同局放送作品や海外作品が多かったが、『世界名作劇場』は7:30からの『朝のマンガ劇場』で再放送されているため放送しなかった。
- 1987年9月限りでこの枠は廃枠となり、以後平日5〜6時枠は情報番組が現在まで継続する事になる。

## 放送時間
- 1985年4月〜1986年3月：平日6:00 - 6:27
- 1986年4月〜1987年9月：平日5:30 - 5:57
  - 『朝のプロ野球ニュース』の分離独立に伴い、30分繰上げ。なお1986年10月からは金曜5:30 - 6:00に『テレビ寺子屋』が土曜6:15から移動したのに伴い、月〜木に短縮。

## 放送作品一覧
特記以外フジテレビ制作
- 巨人の星（読売テレビ制作。関東広域圏での本放送は日本テレビで実施）
- 科学忍者隊ガッチャマンF
- ヘッケルとジャッケル（海外作品）
- マイティ・マウス（海外作品）
- ドカベン
- UFOロボ グレンダイザー
- ピンクパンサー（海外作品）
- 未来警察ウラシマン